# Războiul Arabo-Israelian din 1948-1949
Războiul arabo-israelian din 1948 (noiembrie 1947 - iulie 1949), numit de israelieni Războiul de Independență (în ebraică :מלחמת העצמאות, Milhemet HaAtzmaut), sau Războiul de Eliberare (în ebraică :מלחמת השחרור, Milhemet HaShihrur) și de arabi Catastrofa (în arabă النكبة, „al-Nakba”) s-a declanșat ulterior unui război civil de șase luni (1947-1948) între arabii și evreii din Palestina mandatorie, în urma retrocedării în anul 1947 a mandatului britanic în Palestina Organizației Națiunilor Unite și a hotărârii (Rezoluția 181 din noiembrie 1947) Adunării Generale a ONU de împărți Palestina între evrei și arabi. Conducerea „ishuv-ului” (evreii care locuiau în Palestina, cu excepția cercurilor de evrei ultra religioși, „haredim”), a acceptat această împărțire, fără mare entuziasm, datorită unei împărțiri geografice complicate și a pierderii Ierusalimului devenit Oraș Independent. Liderii arabi palestinieni au respins total hotărârea de împărțire, pe baza promisiunii majorității statelor arabe, de intervenție armată masivă, consecutivă declarației de constituire a statului evreiesc și a sfaturilor britanicilor, lezați de pierderea mandatului, care le garantau palestinienilor un succes militar imediat și definitiv și care urma să se încheie cu aruncarea evreilor în mare.
Liga arabă, prin „Armata Arabă de Eliberare”, și cinci state arabe, Egiptul, Irakul, Transiordania, Libanul și Siria au invadat Palestina ex-mandatară, înaintând în teritoriul stabilit pentru Statul Israel nou creat.
Războiul s-a încheiat cu un armistițiu semnat în 1949 între Egipt, Iordania, Liban, Siria și Israel, care nu a fost urmat de tratate de pace și nu a pus capăt conflictului arabo-israelian.
În urma cuceririlor teritoriale ale Israelului din Războiul de Șase Zile (1967), majoritatea statelor arabe și a palestinienilor, cu sprijinul unor factori internaționali, s-au arătat dispuse să admită teoretic linia de încetare a focului din 1949, așa numita „Linia verde” ca graniță definitivă, denumind zonele cucerite ulterior de Israel „teritorii ocupate”, în schimb, au cerut ca Israelul să accepte reîntoarcerea pe teritoriul său și în zonele aflate sub controlul său, a sutelor de mii de refugiați arabi și a urmașilor lor.

## Istoria conflictului

### Sfârșitul mandatului britanic înPalestina
Cu toată victoria asupra Puterilor Axei, Marea Britanie a ieșit din Al II-lea Război Mondial un imperiu colonial în stare de destrămare și falimentar economic, situație pe care guvernul laburist al lui Clement Attlee refuza să o admită. Dominantul și controversatul său ministru de externe Ernest Bevin a continuat politica colonialistă tradițională britanică: divide et impera. Vechile și sângeroasele conflicte indo-pakistanez și arabo-israelian sunt, parțial, rezultatele directe ale acestei politici. Blocada britanică contra „Ișuvului” (colectivitatea evreilor care locuiau în Palestina) cuprindea interzicerea emigrării evreilor care încercau să se salveze din holocaustul european și ulterior, celor salvați din lagărele morții, care erau acostați, arestați și reexpediați spre țările și lagărele de unde fugiseră - parte dintre ei au fost închiși într-un lagăr din Cipru - de asemenea, erau strict interzise importul și posesia de arme (această interdicție era aplicată formal întregii populații palestiniene, inclusiv arabilor, dar, în paralel, ofițeri britanici instruiau și înarmau intensiv armatele țărilor arabe vecine care, la rândul lor, asigurau aprovizionarea arabilor palestinieni.
Părăsind Palestina, britanicii și-au lăsat armamentul greu, blindatele și artileria în Egipt, Irak și Transiordania (care a devenit ulterior Iordania). Francezii au părăsit armamentul greu în Liban și Siria.
Ișuvul nu avea suficienți ofițeri și sub-ofițeri cu pregătire și experiență militară, chiar dacă a existat câte o brigadă evreiască în cadrul trupelor britanice în ambele războaie mondiale.
În anul 1947, anul de dinaintea proclamării statului Israel, posibilitatea unui război cu statele arabe devenea din ce în ce mai plauzibilă, iar Agenția Evreiască, în acel timp guvernul neoficial al evreilor din Palestina, s-a lansat într-o campanie de achiziție de arme și de recrutări de soldați. David Ben Gurion (care va deveni întâiul primul-ministru al noului stat al Israelului) a apelat la colonelul evreu american David Marcus pentru a-l ajuta în gasirea unui comandant capabil să organizeze și, eventual, să conducă noua armată.
Deoarece Marcus nu a găsit pe nimeni corespunzător, a decis să preia această sarcină și, ca rezervist, a cerut aprobarea Pentagonului de a acționa ca voluntar într-o țară străină. În 1948 Departamentul Apărării din SUA i-a acordat aprobarea, cu condiția de a o face incognito, pentru a nu leza alianța cu britanicii. În luna ianuarie a anului 1948, colonelul Marcus a aterizat la Tel-Aviv sub numele „Michael Stone”.
Situația militară a evreilor era dificilă, lipsiți de arme și muniții pentru infanterie, artilerie, aviație.
Hagana era organizația militară insurgentă principală a evreilor din Palestina, efectivă în realizarea proiectelor sale, dar lacuna sa majoră o constituia absența totală a pregătirii și experienței unei armate naționale permanente. În afară de britanicii care controlau zona, evreii se mai luptau și cu milițiile arabe care se opuneau constituirii statului Israel. Sosit în Palestina, Marcus a înființat un centru de comandă și control, adaptând experiența sa de război de la Școala de pregătire a pușcașilor marini necesităților speciale ale Armatei Israeliene. În acea perioadă, a scris și un manual de antrenament pentru soldații evrei.
Punctele slabe ale apărării Israelului erau kibbutz-urile din deșertul Negev (aflat la sud) și în Ierusalim, care era ocupat de către Legiunea arabă transiordaniană echipată de către Marea Britanie și comandată de un general britanic, Glubb Pașa. La data de 14 mai 1948, când Israelul și-a proclamant independența, teritoriul ce îi era destinat a fost invadat de armatele a cinci state arabe. 

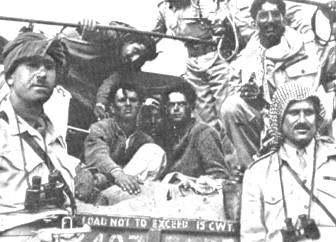
Prizonieri evrei capturaţi la Guş Eţion de o unitate a Legiunii arabe (iordaneză)

Marcus a reușit să oprească înaintarea armatei egiptene în deșertul Negev, apoi a fost numit comandant al Frontului de la Ierusalim și a primit din partea lui David Ben Gurion, gradul de Aluf general-maior (echivalentul gradului american de general cu 2 stele). Cum nici un grad nu fusese acordat comandanților Armatei Israeliene până la acel moment, el a devenit primul general din armata israeliană modernă. Generalul evreu anterior a fost Iosua Navi în Bătălia de la Ierihon. 

Războiul arabo-israelian din 1948
Atacurile armatelor arabe între 15 mai-10 iunie 1948

Generalul Marcus a comandat mai multe operații de apărare a Ierusalimului a cărei parte evreiască era supusă unui asediu din partea soldaților transiordanieni. Drumul principal de intrare în Ierusalim era păzit de către postul de poliție de la Latroun aflat în mâinile transiordanienilor care l-au preluat de la britanici când aceștia au părăsit Palestina. De asemenea, britanicii și-au lăsat armamentul greu în mâinile arabilor.
Pentru a sparge blocada militară arabă, Marcus a ordonat construcția unui drum ocolitor și greu accesibil prin munții Ierusalimului — cunoscut sub numele de cod „Drumul Burma" (denumit după drumul omonim construit de 200.000 muncitori chinezi în perioada celui de-Al doilea război chino-japonez din perioada 1937-1945 și folosit de către aliați pentru transporturi strategice din Burma în China în timpul celui de-al doilea război mondial) aducând soldați și echipaj militar suplimentar pentru a sparge asediul arabilor cu doar câteva zile înainte ca acordul de încetare a focului negociat anterior cu Națiunile Unite să înceteze la 9 iunie 1948 . Ca urmare a bătăliei de la Latrun s-a permis trecerea camioanelor și eliberarea cartierelor evreiești din Ierusalim, cu excepția cartierului central: „Orașul Vechi”.
Numeroși voluntari străini, în principal evrei, au sosit pentru a apăra noul stat Israel; canadianul Ben Dunkelman a comandat Brigada a VII-a blindată.

## Împărțirea Palestinei întreevreișiarabi

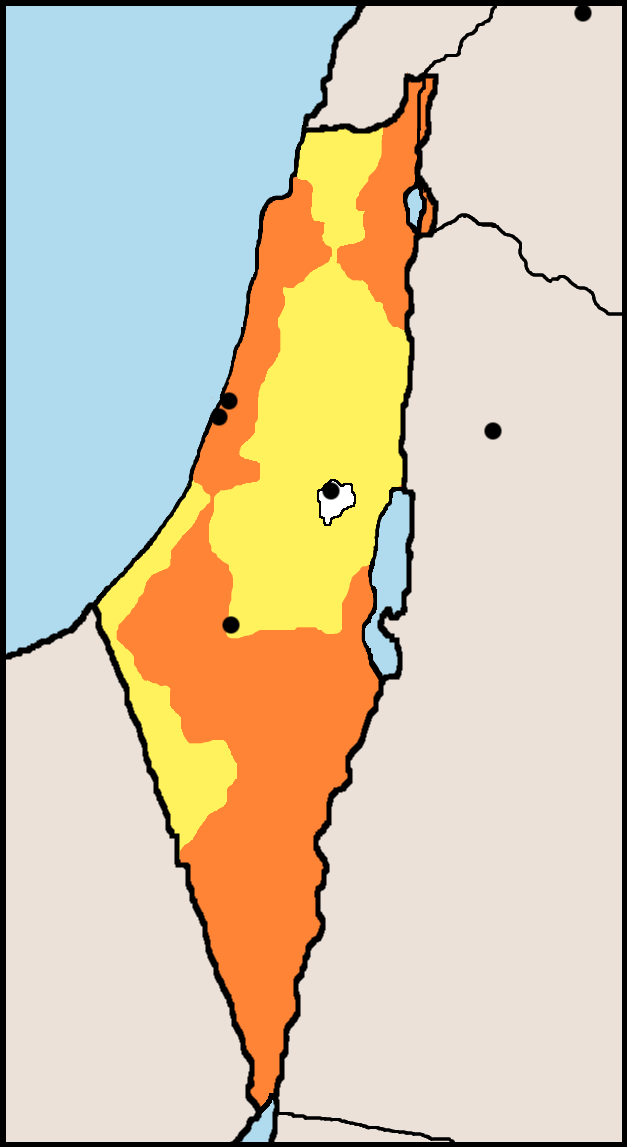
Planul Naţiunilor unite de împărțire a Palestinei (1947)
Portocaliu: zona destinată evreilor
Galben: zona destinată arabilor
Alb: Ierusalimul - sub control internațional.

În urma votului Adunării Generale a ONU de împărți Palestina între evrei și arabi se ajungea la situația următoare ( Arhivat în 24 ianuarie 2009, la Wayback Machine.):
| Teritoriu                      | Populație arabă | % Arabi | Populație evreiască | % Evrei | Populație totală |
| ------------------------------ | --------------- | ------- | ------------------- | ------- | ---------------- |
| Statul arab                    | 725.000         | 99%     | 10.000              | 1%      | 735.000          |
| Statul evreu                   | 407.000         | 45%     | 498.000             | 55%     | 905.000          |
| Zona internațională            | 105.000         | 51%     | 100.000             | 49%     | 205.000          |
| Total                          | 1.237.000       | 67%     | 608.000             | 33%     | 1.845.000        |
| Sursă: Report of UNSCOP - 1947 |                 |         |                     |         |                  |

(o populație de 90.000 Beduini a fost inclusă în teritoriul evreiesc).

## Țările beligerante

### Transiordania(Iordania)
Legiunea Arabă Transiordaniană era cea mai performantă, bine antrenată și înarmată forță care a invadat Palestina, sub comanda generalului John Bagot Glubb (Glubb PașaA) și a altor 47 de ofițeri britanici. Această armată, cu un efectiv de 8.000 - 12.000 de soldați era formată din 4 regimente de infanterie mecanizată, un batalion de artilerie cu 40 de tunuri și unul blindat, deținând 75 de care blindate  În ajunul invaziei, în ianuarie 1948, această armată a mai fost suplimentată cu 3.000 de grănicieri iordanieni.
Conform planurilor regeului Abdallah, Legiunea Arabă a primit ordinul să ocupe - pentru alipirea la Transiordania - toată zona de vest a Iordanului și cea a Ierusalimul de est, cu locurile sfinte. Legiunea Arabă s-a angajat în lupte în mai 1948 și a fost singura care a izbutit să-și execute sarcinile în marea lor majoritate.
Glubb Pașa și-a împărțit forțele în 4 brigăzi: 
| Unitatea militară                                    | Commandant              | Gradul             | Zona de operații                  |
| ---------------------------------------------------- | ----------------------- | ------------------ | --------------------------------- |
| Comandantul Legiunii Arabe                           | John Bagot Glubb        | General-maior      | Șeful Statului Major              |
| Comandantul frontului                                | Norman Lash             | General de brigadă |                                   |
| Brigada I-a, (regimentele I-ul și al III-lea)        | Desmond Goldie          | Colonel            | Zona Nablus                       |
| Regimentul I                                         | H.C. Blackden           | Lt. colonel        | Zona Nablus                       |
| Regimentul al III-lea                                | William Newman          | Colonel            | Zona Nablus                       |
| Brigada a II-a, (regimentele al V-lea și al VI-lea)  | Sam Sidney Arthur Cooke | General de brigadă | Artilerie și tancuri              |
| Regimentul al V-lea                                  | James Hawkin            | Maior              | Suport                            |
| Regimentul al VI-lea                                 | Abdullah el Tell        | Maior              | Zona Ierusalim                    |
| Brigada a III-a (regimentele al II-lea și al IV-lea) | Teel Ashton             | Colonel            | Zona Ramallah                     |
| Regimentul al II-lea                                 | R. Slade                | Maior              | Zona Ramallah                     |
| Regimentul al IV-lea                                 | Habis Al-Majali         | Lt. colonel        | Latrun, Lod și Ramla              |
| Brigada a IV-a                                       | Ahmad Sudqi al-Jundi    | Colonel            | Suport: Ramallah, Hebron și Ramla |

### Liga arabă
Liga arabă a organizat, subvenționat și echipat o armată de 10.000 de voluntari, Armata Arabă de Eliberare, numită și Armata Populară Arabă (Djayș al-Inkadh al-Arabi) pusă sub comanda generalului Fawzi al-Kawukdji. Organizată și antrenată în Siria, această armată formată din sirieni, libanezi, irakieni, iordanieni, palestinieni, egipteni, membri ai confreriei „Frații musulmani”, turci, germani foști luptători în Wehrmacht și chiar britanici nu a depășit efectivul de 6.000 de luptători.
La 6 martie 1947 majoritatea armatei lui al-Kawukdji, în frunte cu coloanele sale motorizate a traversat podul Allenby de peste Iordan nestingherită de unitățile britanice care ar fi trebuit să-i blocheze trecerea. Această armată a ocupat nord-estul Palestinei. În luptele purtate a provocat pierderi grele evreilor.

## Refugiații palestinieni
Ca urmare a hotărârii (Rezoluția 181 din noiembrie 1947) Adunării Generale a ONU de a împărți Palestina între evrei, care au admis și omologat această împărțire și arabi, care au respins-o, evreii și-au declarat independența pe teritoriile alocate, prin Proclamația de Independență din 14 mai 1948. Liga Arabă și statele arabe, cu îndemnul și sprijinul Regatului Unit au invadat cu 6 armate noul stat în scopul de a-l distruge. Pentru a elibera frontul și a proteja populația arabă din zonele de luptă ei au îndemnat populația civilă să se refugieze în statele arabe vecine (Siria a refuzat să-i primească) până la victoria imanentă și rapidă asupra unui mini-stat nou format și lipsit de o armată regulată, antrenată și dotată, precum cea a forțelor invadatoare. După victorie, refugiații arabi urmau să revină la casele și pământurile părăsite pentru a putea să participe și ei, la împărțitea prăzii. Rezultatul războiului nu a fost cel scontat.
Problema nerezolvată a refugiaților palestinieni care provin - teoretic - din interiorul liniei verzi (sintagmă care descrie linia de încetare a focului marcată de comisiile de armistițiu israelo-arabe din 1948), apărută ca un rezultat al conflictului arabo-israelian, a urmat un proces de permanentizare și amplificare, ca o eficientă armă anti-israeliană și una dintre principalele piedici în calea rezolvării acestui vechi conflict.
Din aproape 80.000 de arabi palestineni care s-au refugiat în zonele controlate de arabi, majoritatea și-au menținut vreme de zeci de ani statutul de „refugiați”, moștenit și de generațiile următoare, ca întreținuți de ONU, prin UNRWA, Agenția Organizației Națiunilor Unite de Ajutorare și Lucrări pentru Refugiații Palestinieni din Orientul Apropiat, creată în decembrie 1949 (în engleză United Nations Relief and Works Agency for Palestine Refugees in the Near East, prescurtat UNRWA) care, actualmente, susține mai mult de 5 milioane de refugiați palestinieni
Trei factori principali fac imposibilă rezolvarea problemei refugiaților, a căror număr inițial, în momentul semnării armistițiului din 1948 era de circa 80.000 și crește pe zi ce trece - astăzi este înregistrată și întreținută a treia generație de refugiați:
1. Faptul că Națiunile Unite le asigură întreținerea și cazarea, garantează persistența și chiar creșterea numărului celor cu statut de refugiați, statut care riscă să le fie retras celor care s-au încadrat într-o activitate productivă, salariată.
2. Scăderea numerică a refugiaților ar duce la micșorarea aparatajului funcționăresc de salariați ai ONU, în mare majoritate localnici, situație care-i face pe respectivii funcționari să fie mai flexibili, mai colaboratori cu cei care augmentază masa refugiaților.
3. Motive strategice arabe - pentru organizațiile palestiniene și statele arabe masa de refugiați atârnă asupra Israelului ca o sabie a lui Damocles - teama Israelului de a fi copleșit demografic de o numeroasă populație arabă, pe deasupra ațâțată de o ură naționalistă și religioasă contra Israelului și a tot ce el reprezintă[25].